# 7. březen
7. březen je 66. den roku podle gregoriánského kalendáře (67. v přestupném roce). Do konce roku zbývá 299 dní. Svátek má Tomáš.

## Události

### Česko
- 1296 – Založení svatopetrské kapituly v Brně.
- 1422 – Jakoubek ze Stříbra podal žalobu na Jana Želivského.
- 1908 – Byla zahájena veřejná autobusová doprava v Praze (a první veřejná autobusová linka v Čechách). Dva autobusy (značek Laurin & Klement a Fiat) se střídaly na náročné trase z Malostranského náměstí prudkým kopcem Nerudovy ulice na Hradčanské náměstí a Pohořelec.
- 1946 – Zřízen národní podnik Tatra se sídlem v Kopřivnici coby nástupce dosud existující akciové společnosti Závody Ringhoffer-Tatra.
- 1948 – Debut Václava Neumanna s Českou filharmonií, když pohotově zaskočil od violového pultu za onemocnělého dirigenta Rafaela Kubelíka. Jednalo se o slavnostní koncert k narozeninám presidenta Masaryka.
- 2000 – Václav Havel odhalil pomník T. G. Masaryka na Hradčanech.
- 2003 – Václav Klaus byl inaugurován do funkce prezidenta.
- 2008 – Václav Klaus byl podruhé inaugurován do funkce prezidenta.

### Svět
- 0161 – Marcus Aurelius se stává římským císařem
- 1138 – Konrád III. zvolen římskoněmeckým králem
- 1573 – Čtvrtá osmansko-benátská válka končí vítězstvím Osmanské říše. Kypr se stal definitivně osmanskou provincií.
- 1774 – Tzv. druhé bostonské pití čaje napodobilo první protest amerických kolonistů proti britskému impériu.
- 1814 – Napoleonské války: Napoleon Bonaparte zvítězil proti Rusům a Prusům v bitvě u Craonne.
- 1820 – Generál Ballesterose obklíčil královský palác v Madridu během španělské revoluce (1820-1823).
- 1876 – Alexander Graham Bell obdržel patent na telefon.
- 1887 – V albánském městě Korçë byla otevřena první škola v zemi vyučující v albánštině.
- 1902 – Koos de la Rey dosáhl posledního velkého vítězství Búrů v druhé búrské válce a zajal britského generála Paula Sanforda Methuena.
- 1912 – Roald Amundsen zveřejnil, že jeho výprava, která se vrátila už v prosinci 1911, dosáhla jižního pólu.
- 1936 – Německo vypovědělo Locarnskou dohodu a obsadilo demilitarizované území Porýní.
- 1940 – Započala mírová jednání mezi Finskem a Sovětským svazem k ukončení zimní války.
- 1941 – Západně od Irska zmizela (pravděpodobně potopená) ponorka U 47, která v říjnu 1939 potopila britskou loď HMS Royal Oak.
- 1945 – Spojenecká vojska obsadila Ludendorffův most v Remagenu.
- 1948 – Ostrov Rhodos se stal součástí Řecka.
- 1950 – Island byl přijat do Rady Evropy.
- 1984 – Spojené státy americké zaútočily v rámci podpory Contras na nikaragujské město San Juan del Sur.
- 1986 – Po déle než měsíčním pátrání byla nalezena na dně moře kabina raketoplánu Challenger s ostatky sedmi zahynulých astronautů.
- 1989
  - Kvůli sporu o knihu Satanské verše Salmana Rushdieho přerušily Spojené království a Írán diplomatické styky.
  - Čína vyhlásila válečný stav v tibetské Lhase.
- 1996 – Byl ustaven první demokraticky zvolený palestinský parlament.
- 2003 – Oficiální datum objevu plutoidu Haumea. Tento den pořídil španělský astronom José-Luis Ortiz Moreno se svým týmem snímek, na němž v červenci roku 2005 těleso nalezl. Jeho zásluhy o objev však byly zpochybněny.
- 2024 – Švédsko se stalo 32. členem NATO.

## Narození
Automatický abecedně řazený seznam existujících biografií viz Kategorie:Narození 7. března

### Česko

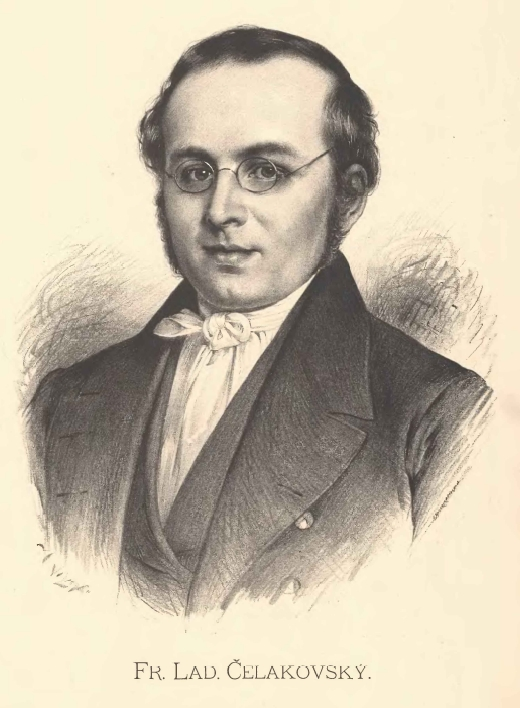
František Ladislav Čelakovský (* 1799)

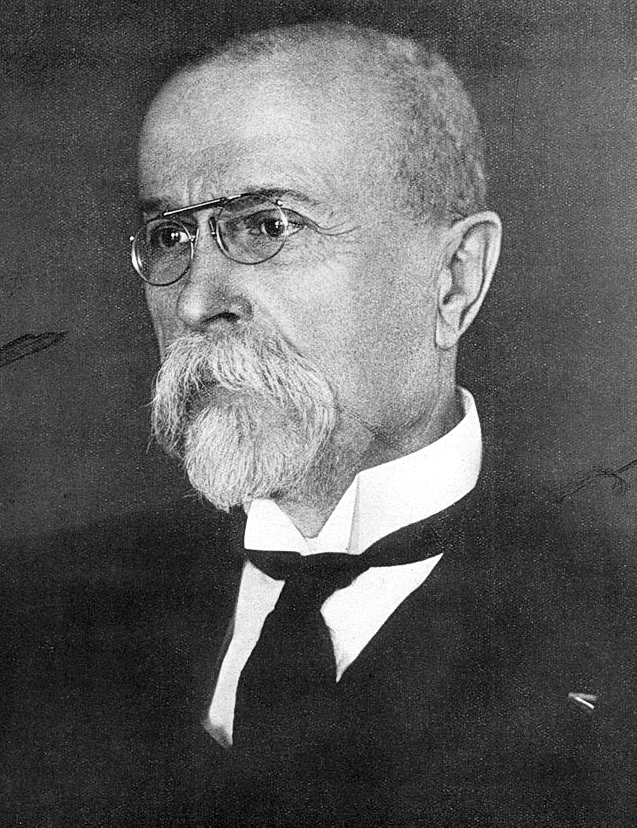
Tomáš Garrigue Masaryk (* 1850)

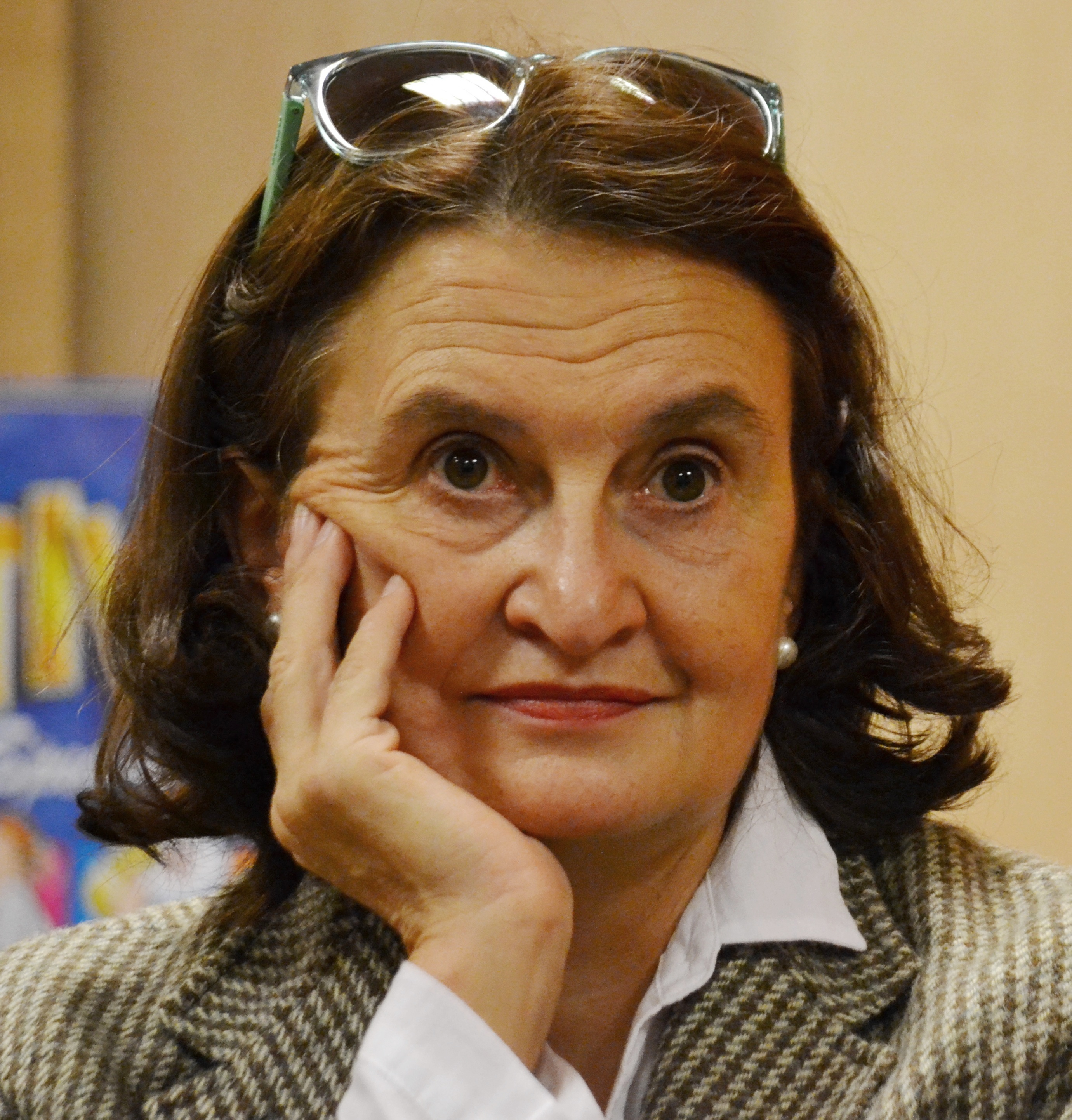
Eva Holubová (* 1959)

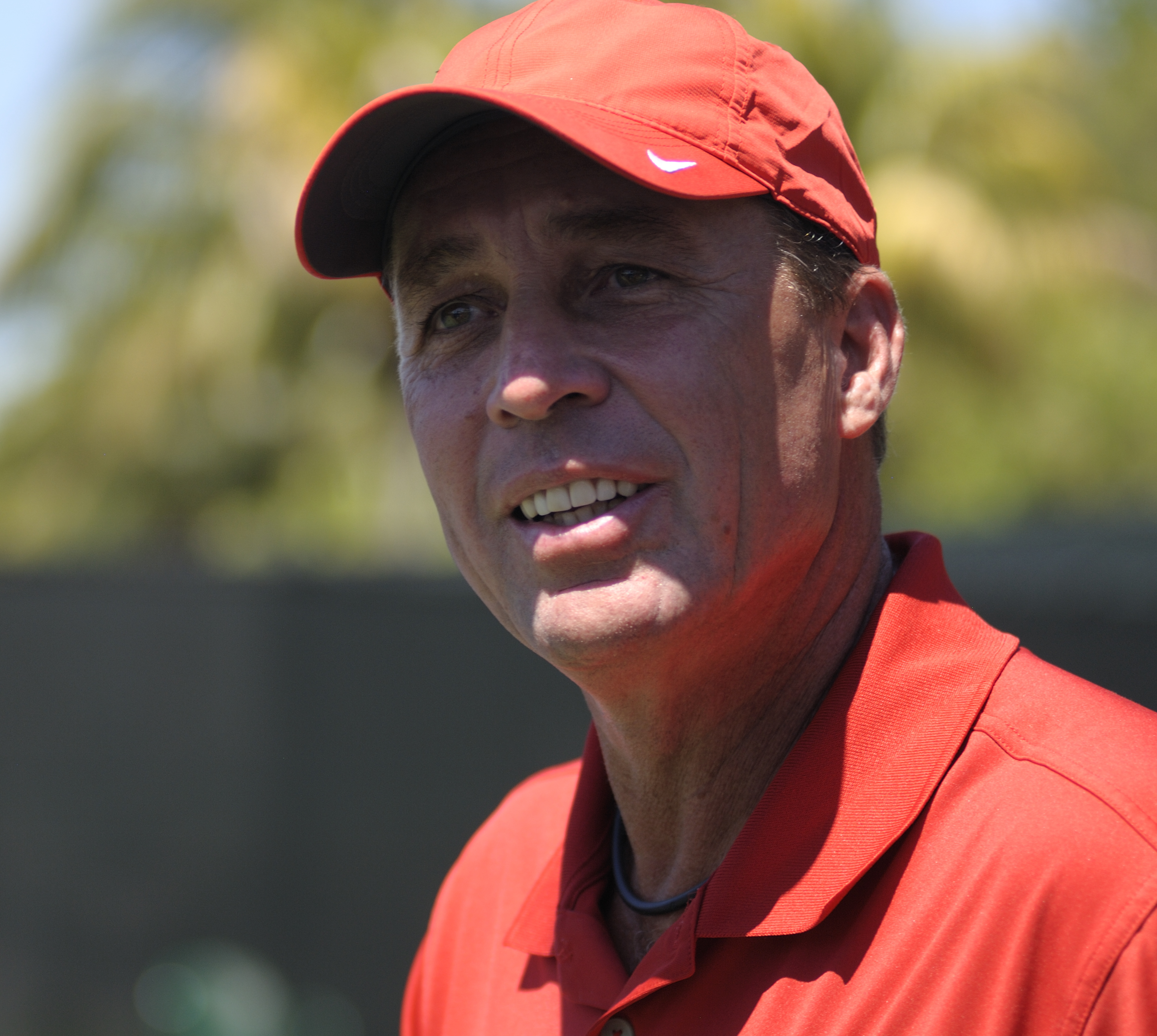
Ivan Lendl (* 1960)

- 1654 – František Julián von Braida, kanovník († 15. květen 1729)
- 1669 – Alois Tomáš Raimund hrabě z Harrachu, rakousko-český aristokrat, císařský politik, diplomat († 7. listopadu 1742)
- 1716 – Josef Stern, malíř († 1. července 1775)
- 1724 – Josef Benda, houslista a skladatel († 22. února 1804)
- 1799 – František Ladislav Čelakovský, básník a překladatel († 5. srpna 1852)
- 1812 – Josef Čejka, český a rakouský lékař a politik († 6. června 1871)
- 1818 – Otto Bischoff, podnikatel a politik německé národnosti († 25. prosince 1862)
- 1825 – Václav Kroupa, malíř († 2. září 1895)
- 1834 – Václav Kredba, pedagog († 22. září 1913)
- 1846 – Eduard Bacher, novinář († 16. ledna 1908)
- 1848 – Josef Sylvestr Vaněček, matematik († 13. srpna 1922)
- 1850 – Tomáš Garrigue Masaryk, první československý prezident († 14. září 1937)
- 1864 – Adolf Hrstka, lékař († 19. května 1931)
- 1871 – Božena Ecksteinová, sociálně demokratická politička († 22. května 1930)
- 1874 – Quido Kocian, sochař († 3. ledna 1928)
- 1883 – Jan Krejčí, politik, poslanec a senátor Národního shromáždění ČSR († 28. června 1952)
- 1895 – Karel Koželuh, tenista, lední hokejista a fotbalista († 27. dubna 1950)
- 1897 – Viktor Šulc, divadelní režisér († 28. dubna 1945)
- 1898
  - Eduard Outrata, ekonom, ministr exilové vlády († 8. června 1958)
  - Marta Jirásková, sochařka († 6. března 1981)
- 1903 – Wolfgang Dorasil, sudetoněmecký hokejista († 21. března 1964)
- 1904
  - Jarmila Horáková, herečka († 20. ledna 1928)
  - Josef Skutil, archeolog a historik († 18. září 1965)
  - Ladislav Ženíšek, fotbalový reprezentant († 14. května 1985)
- 1906 – Jaroslav Burgr, fotbalista († 15. září 1986)
- 1909 – Jindřich Křeček, malíř, karikaturista a účastník zahraničního odboje († 4. února 1979)
- 1913 – Svatopluk Technik, architekt, pedagog a publicista († 2. února 2010)
- 1916 – Miroslav Štefek, hornista († 13. dubna 1969)
- 1917 – František Trejtnar, vojenský letec († 4. prosince 1982)
- 1918 – Otto Špaček, stíhací pilot († 24. září 2007)
- 1923 – Vladimír Zábrodský, hokejista († 20. března 2020)
- 1924 – Světla Mathauserová, literární historička a rusistka († 21. února 2006)
- 1926 – Jiří Dadák, závodník v hodu kladivem († 6. března 2014)
- 1928 – Štěpán Koníček, skladatel, dirigent a hudební dramaturg († 26. května 2006)
- 1937
  - Zdeněk Beran, malíř, autor objektů a instalací († 7. listopadu 2014)
  - Karel Kuklík, fotograf
  - Luděk Pojezný, veslař, bronz na OH 1960 a 1964
  - Tomáš Vosolsobě, malíř, filatelista a fotograf († 10. ledna 2011)
- 1938 – Petr Skoumal, klavírista a skladatel († 28. září 2014)
- 1939 – Jiří Anděl, matematik
- 1940 – Miloslav Šimek, herec a bavič († 16. února 2004)
- 1941 – Ivan Zelenka, dirigent a hudební skladatel
- 1944 – Taťána Valová, silniční motocyklová závodnice
- 1951 – Iva Brožová, soudkyně, bývalá předsedkyně Nejvyššího soudu
- 1953 – Miroslav Šik, švýcarský architekt českého původu
- 1959 – Eva Holubová, herečka
- 1960 – Ivan Lendl, tenista
- 1978 – Tomáš Bucháček, cyklista
- 1995 – Miroslav Svoboda, hokejový brankář

### Svět

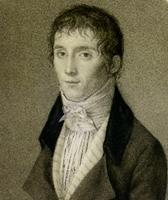
Nicéphore Niépce (* 1765)

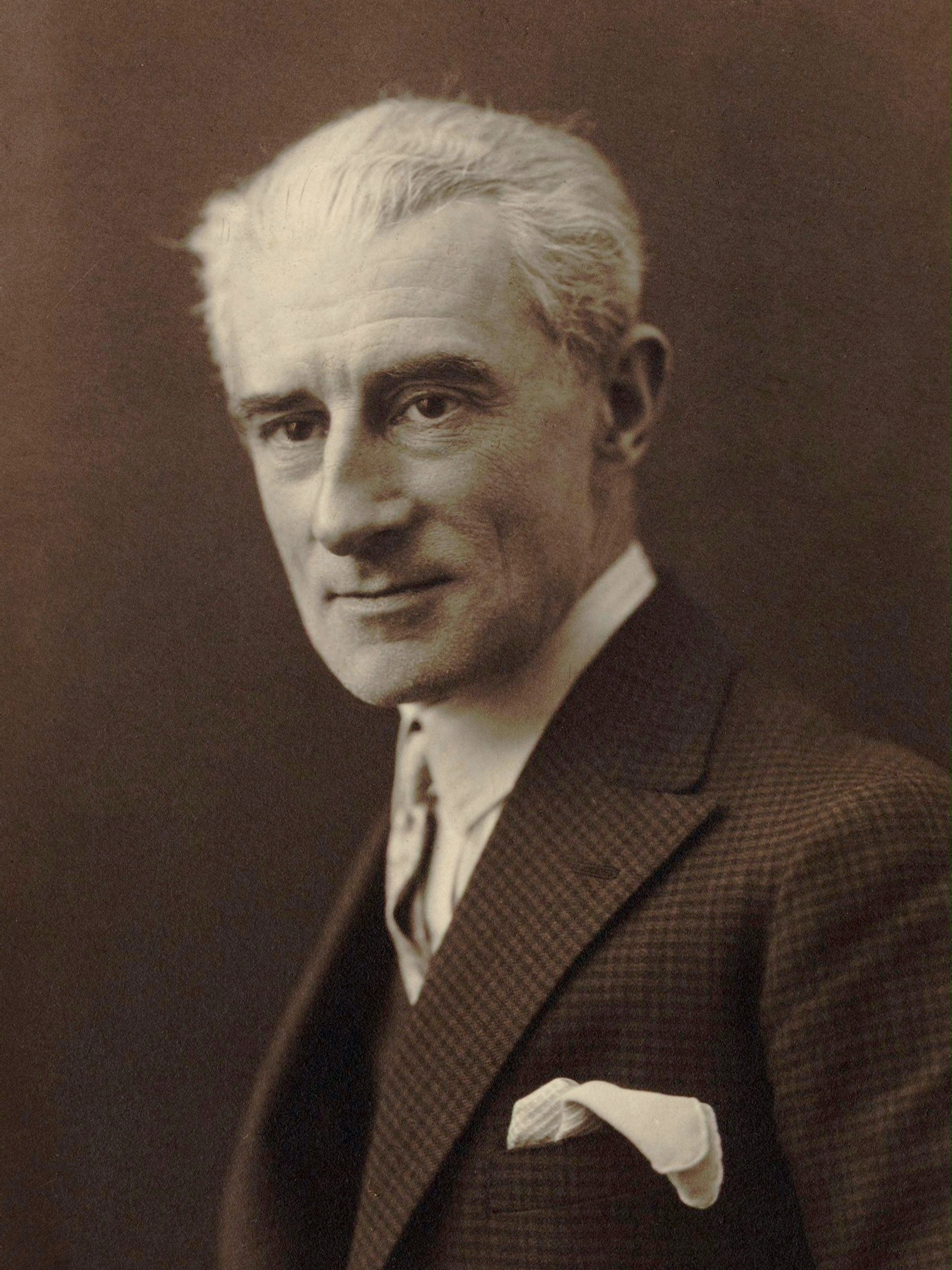
Maurice Ravel (* 1875)

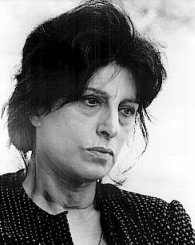
Anna Magnani (* 1908)

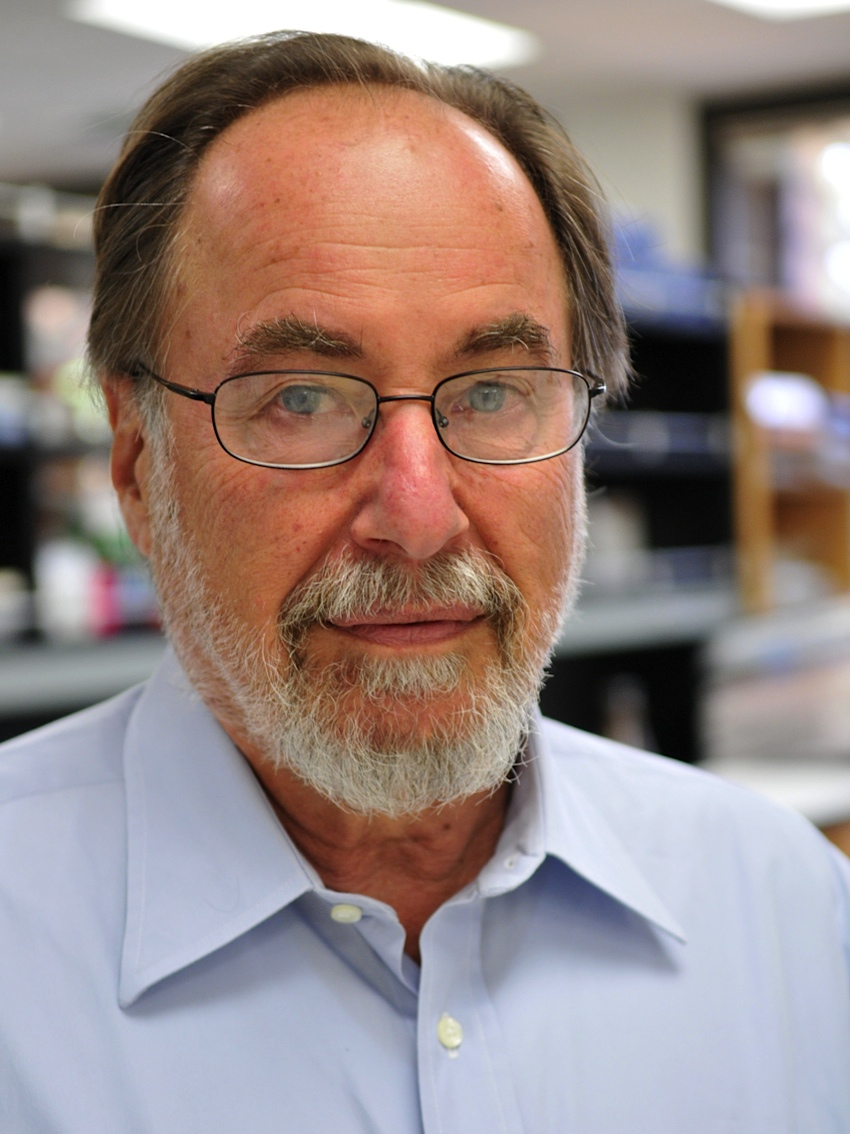
David Baltimore (* 1938)

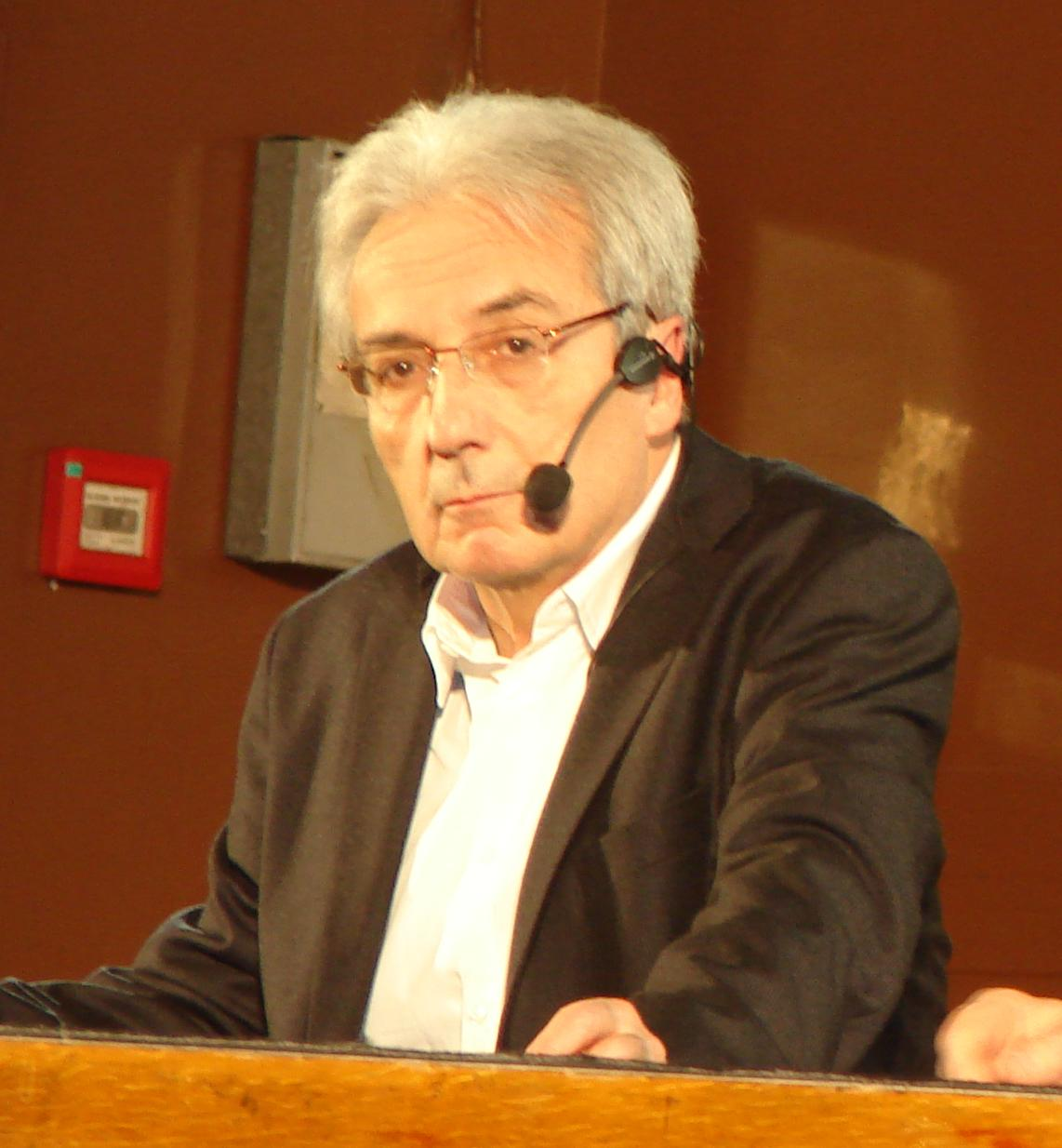
Albert Fert (* 1938)

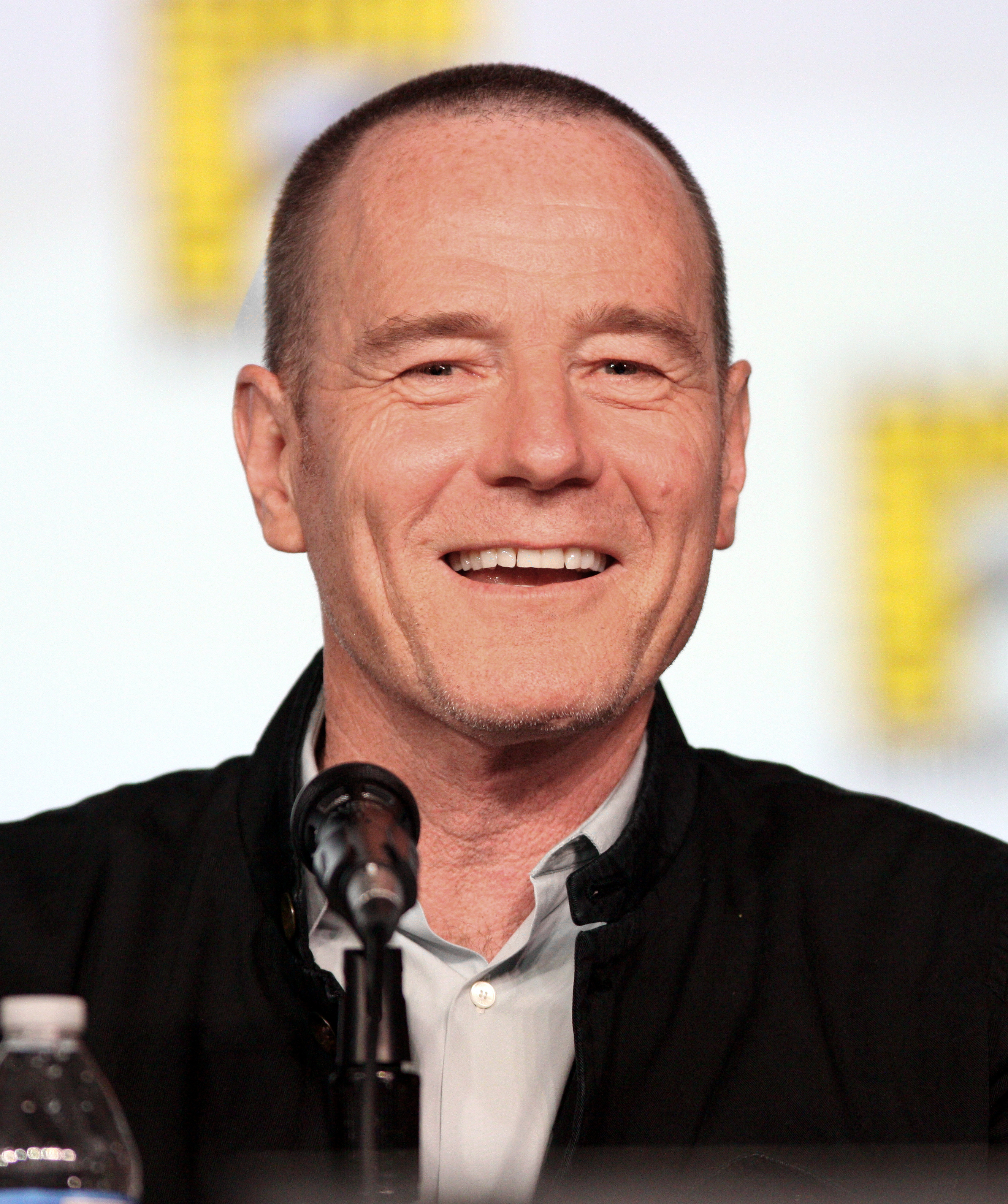
Bryan Cranston (* 1956)

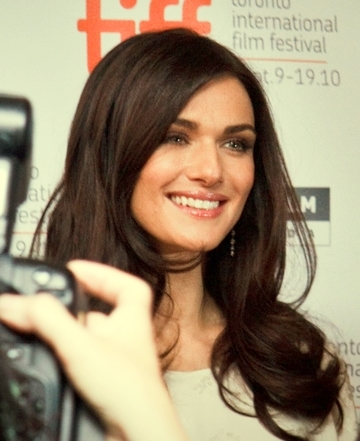
Rachel Weiszová (* 1970)

- 1481 – Baldassare Peruzzi, italský malíř a architekt († 6. ledna 1536)
- 1663 – Tomaso Antonio Vitali, italský houslista a hudební skladatel († 9. května 1745)
- 1671 – pokřtěn Robert Roy MacGregor, skotský lidový hrdina († 28. prosince 1734)
- 1678 – Filippo Juvarra, italský architekt († 31. ledna 1736)
- 1687 – Jean Lebeuf, francouzský historik († 10. dubna 1760)
- 1693
  - Klement XIII., papež († 2. února 1769)
  - James Bradley, anglický astronom († 13. července 1762)
- 1765 – Nicéphore Niépce, francouzský vynálezce, průkopník fotografie († 5. července 1833)
- 1770 – Gabriel Jean Joseph Molitor, francouzský generál († 28. července 1849)
- 1780 – Alexandre Deschapelles, francouzský šachista († 27. října 1847)
- 1785 – Alessandro Manzoni, italský básník a romanopisec († 22. května 1873)
- 1790
  - Ludwig Georg Treviranus, německý konstruktér († 7. listopadu 1869)
  - Vincenz August Wagner, rakouský právník († 14. října 1833)
- 1792 – John Herschel, anglický matematik a astronom († 11. května 1871)
- 1804 – Wilhelm Gail, německý malíř († 26. února 1890)
- 1822
  - Alexander Ver Huell, nizozemský ilustrátor († 28. května 1897)
  - Victor Massé, francouzský hudební skladatel († 5. července 1884)
- 1828 – Effie Gray, skotská malířka († 23. prosince 1897)
- 1837 – Henry Draper, americký fyzik a astronom († 20. listopadu 1882)
- 1849 – Luther Burbank, americký botanik († 11. dubna 1926)
- 1855 – Marie-Joseph Lagrange, francouzský biblista († 10. března 1936)
- 1857 – Julius Wagner-Jauregg, rakouský lékař a neurolog, nositel Nobelovy ceny († 27. září 1941)
- 1860 – René Doumic, francouzský literární historik a kritik († 2. prosince 1937)
- 1870 – Ernst Leonard Lindelöf, finský matematik († 4. června 1946)
- 1872 – Piet Mondrian, nizozemský malíř, vůdčí osobnost konstruktivismu († 1. února 1944)
- 1875
  - Maurice Ravel, francouzský skladatel († 28. prosince 1937)
  - George Larner, britský olympijský vítěz v chůzi († 4. března 1949)
- 1886
  - René Thomas, francouzský automobilový závodník, rekordman, pilot († 23. září 1975)
  - Geoffrey Ingram Taylor, anglický fyzik a matematik († 27. června 1975)
- 1892 – Jozef Turanec, generál slovenské armády během druhé světové války († 9. března 1957)
- 1893
  - Tido J. Gašpar, slovenský novinář a spisovatel († 10. května 1972)
  - Andreas Markusson, norský spisovatel († 31. října 1952)
- 1896 – Edouard Peisson, francouzský námořní důstojník a spisovatel († 2. září 1963)
- 1897 – Joy Paul Guilford, americký psycholog († 26. listopadu 1987)
- 1900
  - Arvo Haavisto, finský zápasník, zlato na OH 1928 († 22. dubna 1977)
  - Fritz Wolfgang London, americký fyzik († 30. března 1956)
- 1903 – Maud Lewis, kanadská lidová umělkyně († 30. července 1970)
- 1904
  - Reinhard Heydrich, německý nacistický generál, zastupující říšský protektor Protektorátu Čechy a Morava († 4. června 1942)
  - Ivar Ballangrud, norský rychlobruslař († 1. června 1969)
- 1908 – Anna Magnani, italská herečka († 26. září 1973)
- 1909
  - Léo Malet, francouzský spisovatel († 3. března 1996)
  - Roger Revelle, americký oceánograf († 15. července 1991)
  - Ryszard Siwiec, polská živá pochodeň na protest proti invazi vojsk Varšavské smlouvy do Československa († 12. září 1968)
- 1915 – Jacques Chaban-Delmas, premiér Francie († 10. listopadu 2000)
- 1920 – Eilís Dillonová, irská spisovatelka († 19. července 1994)
- 1922
  - Július Torma, slovenský boxer, olympijský vítěz († 23. října 1991)
  - Umberto Betti, italský kardinál († 1. dubna 2009)
- 1924
  - Kóbó Abe, japonský spisovatel († 22. ledna 1993)
  - Richard Grunberger, rakouský historik († 15. února 2005)
  - Eduardo Paolozzi, skotský sochař, grafik a průmyslový návrhář († 22. dubna 2005)
- 1932
  - Hugo Rietveld, nizozemský krystalograf († 16. července 2016)
  - Ed Thrasher, americký fotograf († 5. srpna 2006)
- 1935 – Antonios Naguib, egyptský kardinál, emeritní koptský patriarcha
- 1936
  - Georges Perec, francouzský spisovatel († 3. března 1982)
  - Loren Acton, americký astronaut a fyzik
  - Julio Terrazas Sandoval, bolivijský kardinál († 9. prosince 2015)
- 1938
  - David Baltimore, americký mikrobiolog, nositel Nobelovy ceny za fyziologii a medicínu
  - Albert Fert, francouzský fyzik, nositel Nobelovy ceny za fyziku 2007
- 1940
  - Rudi Dutschke, osobnost radikálně levicového studentského hnutí v Německu († 24. prosince 1979)
  - Viktor Savinych, sovětský kosmonaut, rektor Moskevské státní univerzity
- 1942 – Hamilton Bohannon, americký perkusionista († 24. dubna 2020)
- 1946
  - Daniel Goleman, americký psycholog
  - Zsuzsa Koncz, maďarská zpěvačka
- 1947 – Walter Röhrl, německý jezdec rallye
- 1949
  - Leopoldo José Brenes Solórzano, nikaragujský kardinál
  - Roman Dmitrijev, sovětský zápasník, volnostylař, zlato na OH 1972
- 1952
  - Dominique Mamberti, francouzský arcibiskup a kardinál
  - Tode Ilievski, makedonský básník, spisovatel a problémista (†  29. ledna 2022)
- 1953 – Anthony Carmona, soudce a prezident Trinidadu a Tobaga (2013-2018)
- 1955
  - Al-Valíd bin Talál, saúdskoarabský princ, nejbohatší muž ve své zemi
  - Michael Jan Friedman, americký spisovatel
  - Anupam Kher, indický herec
- 1956
  - Frank Simes, americký kytarista, skladatel a hudební producent
  - Kate Valk, americká divadelní herečka
  - Bryan Cranston, americký filmový herec
- 1957 – Robert Harris, anglický spisovatel
- 1958 – Rik Mayall, anglický komik, scenárista, herec († 9. června 2014)
- 1959 – Donna Murphyová, americká herečka a zpěvačka
- 1960 – Jozef Chovanec, český fotbalista a trenér slovenského původu
- 1962 – Taylor Dayne, americká zpěvačka a herečka
- 1963 – Jonas Nilsson, švédský alpský lyžař
- 1964
  - Bret Easton Ellis, americký spisovatel
  - Wanda Sykesová, americká herečka
- 1970 – Rachel Weisz, britská herečka
- 1971 – Matthew Vaughn, britský filmový producent, scenárista a režisér
- 1972 – Isabelle Faustová, německá houslistka
- 1974
  - Tobias Menzies, britský herec
  - Michele Didoni, italský atlet, mistr světa v chůzi na 20 km v roce 1995
- 1977
  - Ronan O'Gara, irský ragbista
  - Mia Hundvinová, norská házenkářka
- 1980 – Laura Prepon, americká herečka
- 1983 – Rémi Panossian, francouzský klavírista
- 1985 – Gerwyn Price, velšský šipkař
- 1989 – Ante Pavić, chorvatský tenista
- 1994 – Jordan Pickford, anglický fotbalový brankář
- 1995 – Haley Lu Richardson, americká herečka
- 1998 – Amanda Gormanová, americká básnířka a aktivistka
- 1999 – Ronald Araújo, uruguayský fotbalista

## Úmrtí
Automatický abecedně řazený seznam existujících biografií viz Kategorie:Úmrtí 7. března

### Česko

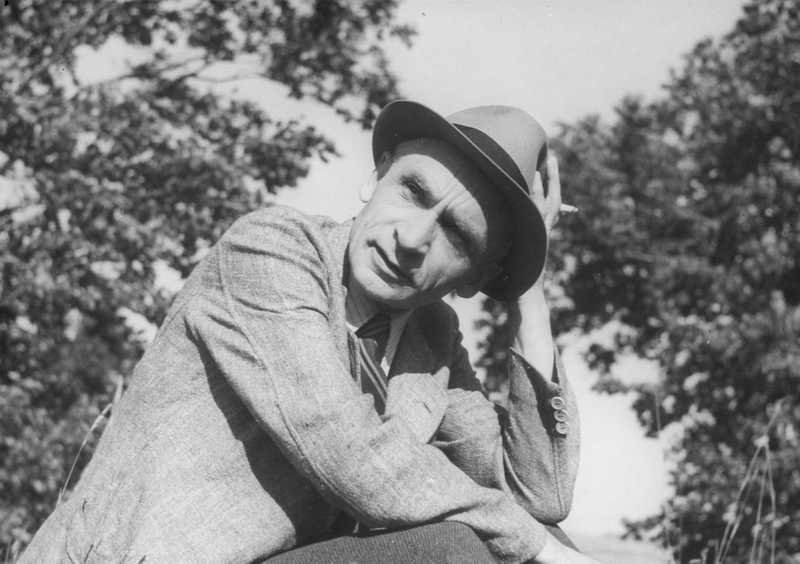
Jan Weiss († 1972)

- 1514 – Řehoř Hrubý z Jelení, spisovatel a překladatel (* asi 1460)
- 1651 – Heřman Černín z Chudenic, šlechtic, nejvyšší hofmistr Království českého (* 24. července 1576)
- 1786 – František Benda, skladatel a houslový virtuóz (* 22. listopadu 1709)
- 1816 – Karel Ignác Thám, spisovatel (* 4. listopadu 1763)
- 1873 – Tomáš Šobr, politik, starosta Písku (* 1. září 1813)
- 1885 – Jakub Malý, buditel a spisovatel (* 4. srpna 1811)
- 1887 – Ferdinand Arlt, profesor oftalmologie v Praze a Vídni (* 18. dubna 1812)
- 1893 – Jan Černý, poslanec Českého zemského sněmu (* 26. září 1839)
- 1901 – Ferdinand Michl, kanovník litoměřické kapituly (* 10. března 1826)
- 1903 – Leopoldina Ortová, herečka (* 18. února 1847)
- 1905 – Josef Schaniak, architekt (* 9. února 1845)
- 1918 – Václav Kliment, operní pěvec (* 12. srpna 1863)
- 1926 – Jindřich Kàan z Albestů, skladatel a pedagog (* 29. května 1852)
- 1941 – Popelka Biliánová, spisovatelka (* 27. ledna 1862)
- 1942 – Bronislava Herbenová, překladatelka a spisovatelka (* 20. října 1861)
- 1968 – Viktor Hájek, nejvyšší představitel Českobratrské církve evangelické (* 15. července 1900)
- 1972
  - Otto Jírovec, parazitolog (* 31. ledna 1907)
  - Jan Weiss, spisovatel (* 10. května 1892)
- 1978 – Vítězslav Gardavský, spisovatel (* 24. října 1923)
- 1989 – Karel Velebný, jazzový hudebník, herec a hudební pedagog (* 17. března 1931)
- 1991 – Josef Páleníček, klavírní virtuos a hudební skladatel (* 19. července 1914)
- 1999 – Ladislav Vodička, country zpěvák a textař (* 10. ledna 1931)
- 2005
  - Zbyněk Malinský, spisovatel (* 7. února 1923)
  - Valérie Čižmárová, zpěvačka (* 29. ledna 1952)
- 2009 – Václav Bedřich, animátor, scenárista a režisér (* 28. srpna 1918)
- 2011 – Miloslav Stibor, fotograf (* 11. července 1927)
- 2015 – Věra Olivová, historička (* 13. listopadu 1926)
- 2019 – Aťka Janoušková, herečka a dabérka (* 16. března 1930)

### Svět

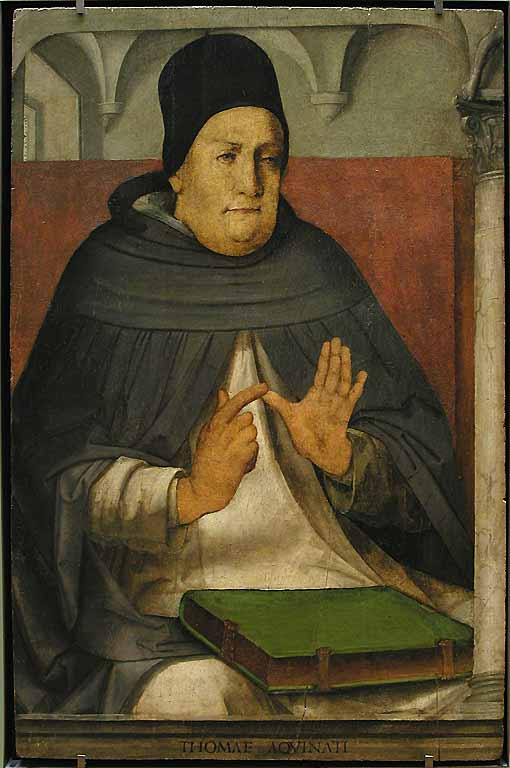
Tomáš Akvinský († 1274)

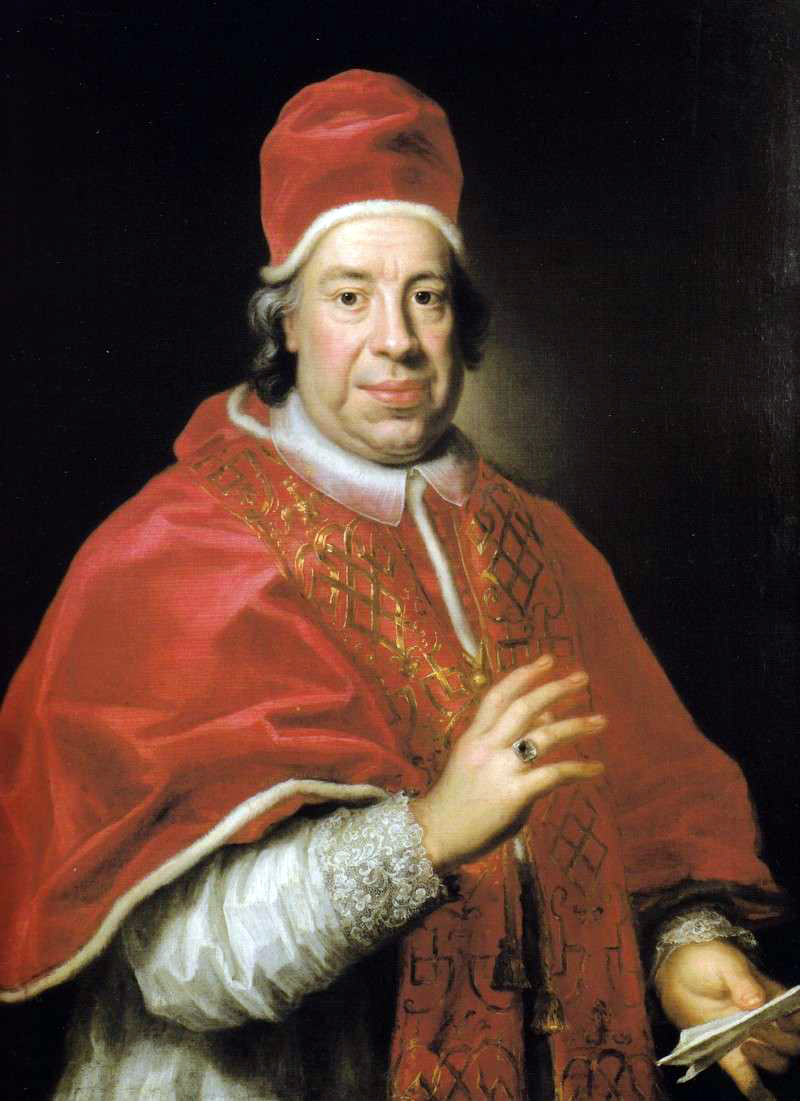
Inocenc XIII. († 1724)

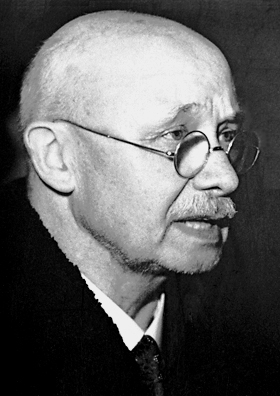
Otto Diels († 1954)

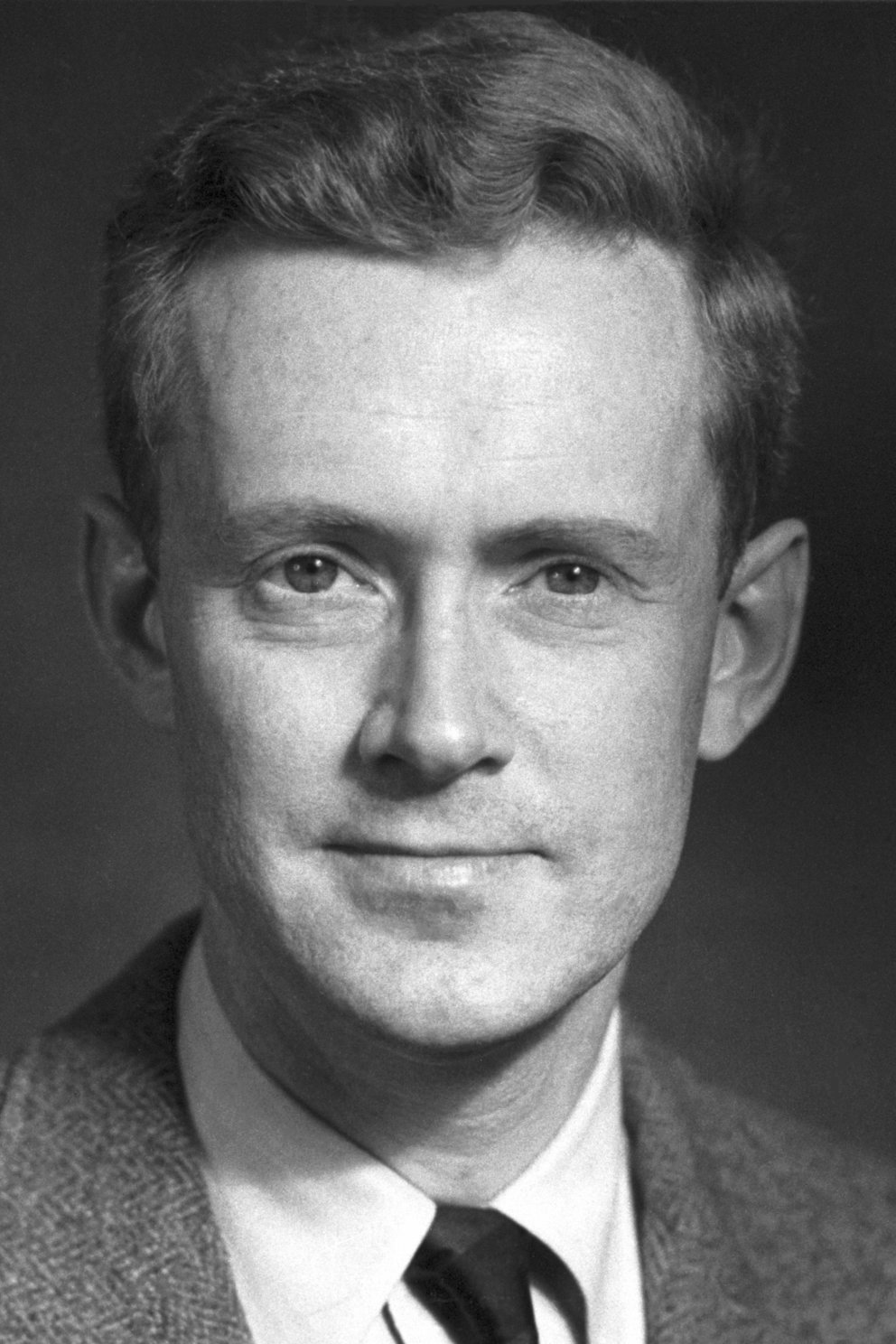
Edward Mills Purcell († 1997)

- 0322 př. n. l. – Aristotelés, řecký filozof (* 384 př. n. l.)
- 0203 nebo 202 – sv. Perpetua a Felicita, mučednice
- 1274 – Tomáš Akvinský, katolický filozof a teolog (* 1225)
- 1517 – Marie Aragonská, portugalská královna jako manželka Manuela I. (* 29. června 1482)
- 1625 – Johann Bayer, německý astronom, zavedl současné označení planet (* 1572)
- 1724 – Inocenc XIII., papež (* 13. května 1655)
- 1737 – Guido Starhemberg, rakouský císařský vojevůdce (* 11. listopadu 1657)
- 1750 – Cornelis Troost, holandský malíř období baroka (* 8. října 1697)
- 1761 – Antonio Palella, italský hudební skladatel (* 8. října 1692)
- 1767 – Jean-Baptiste Le Moyne, Sieur de Bienville, francouzský guvernér Louisiany (* 23. února 1680)
- 1809
  - Johann Georg Albrechtsberger, rakouský varhaník, hudební skladatel a pedagog (* 3. února 1736)
  - Jean-Pierre Blanchard, francouzský průkopník balonové vzduchoplavby (* 4. července 1753)
- 1811 – Juraj Fándly, slovenský spisovatel a včelař (* 21. října 1750)
- 1842 – Pavel Fridrich Meklenbursko-Zvěřínský, meklenbursko-zvěřínský velkovévoda (* 15. září 1800)
- 1863 – Bartolomeo Bosco, italský iluzionista (* 3. ledna 1793)
- 1864 – Charles Didier, švýcarský básník a spisovatel (* 15. září 1805)
- 1872 – Karl Friedrich Jänisch, ruský šachový mistr (* 11. dubna 1813)
- 1875 – John Edward Gray, britský zoolog (* 12. února 1800)
- 1891 – Franc Miklošič, slovinský lingvista a filolog (* 20. listopadu 1813)
- 1892 – Étienne Arago, francouzský spisovatel a politik (* 9. února 1802)
- 1898 – Timoleon Filimon, řecký novinář, politik, intelektuál (* ? 1833)
- 1901 – Aleksander Gierymski, polský malíř (* 30. ledna 1850)
- 1903 – István Bittó, uherský politik a předseda vlády (* 3. května 1822)
- 1905 – Ján Francisci-Rimavský, slovenský spisovatel a politik (* 1. června 1822)
- 1911 – Antonio Fogazzaro, italský spisovatel (* 25. března 1842)
- 1920 – Jaan Poska, ministr zahraničních věcí Estonska (* 24. ledna 1866)
- 1922 – Axel Thue, norský matematik (* 19. února 1863)
- 1925 – Georgij Lvov, předseda ruské prozatímní vlády (* 30. listopadu 1861)
- 1926 – Pranas Eidukevičius, litevský politik (* 7. října 1869)
- 1931
  - Theo van Doesburg, nizozemský malíř, spisovatel a architekt (* 30. srpna 1883)
  - Akseli Gallen-Kallela, finský malíř a designér (* 26. dubna 1865)
- 1932
  - Heinrich Clam-Martinic, rakouský politik (* 1. ledna 1863)
  - Aristide Briand, premiér Francie (* 28. března 1862)
- 1937 – Waldemar Titzenthaler, německý fotograf (* 19. srpna 1869)
- 1940 – Edwin Markham, americký básník (* 23. dubna 1852)
- 1941
  - Igo Sym, rakousko-polský herec (* 3. července 1896)
  - Günther Prien, německý velitel ponorky U 47 (* 16. ledna 1908)
- 1944 – Emanuel Ringelblum, polsko-židovský historik, politický aktivista (* 11. listopadu 1900)
- 1946 – Hendrik Adamson, esperantsky píšící estonský spisovatel (* 6. října 1891)
- 1954 – Otto Diels, německý chemik, nositel Nobelovy cenu za chemii (* 23. ledna 1876)
- 1959
  - Ičiró Hatojama, premiér Japonska (* 1. ledna 1883)
  - Arthur Cecil Pigou, britský ekonom (* 18. listopadu 1877)
- 1965 – Luisa Mountbattenová, švédská královna (* 13. července 1889)
- 1967 – Alice B. Toklasová, americká spisovatelka (* 30. dubna 1877)
- 1968 – Ja'akov Ben-Dov, izraelský fotograf a filmař (* 21. června 1882)
- 1971 – Erich Abraham, nacistický generál (* 27. března 1895)
- 1975
  - Michail Michajlovič Bachtin, ruský literární vědec a teoretik kultury (* 17. listopadu 1895)
  - Ján Hrušovský, slovenský spisovatel (* 4. února 1892)
- 1976
  - Tove Ditlevsenová, dánská spisovatelka (* 14. prosince 1917)
  - Jožo Nižnánsky, slovenský spisovatel (* 30. srpna 1903)
- 1985 – Arkady Fiedler, polský spisovatel, novinář, zoolog a cestovatel (* 28. listopadu 1894)
- 1990 – Luis Carlos Prestes, generální tajemník Brazilské komunistické strany (* 3. ledna 1898)
- 1991 – Jean Piveteau, francouzský vertebrátní paleontolog (* 23. září 1899)
- 1993 – Martti Johannes Larni, finský spisovatel (* 22. září 1909)
- 1997
  - Steve Alder, britský herec (* 1950)
  - Edward Mills Purcell, americký fyzik, Nobelova cena za fyziku 1952 (* 30. srpna 1912)
- 1999
  - Stanley Kubrick, americký režisér (* 26. července 1928)
  - Friedrich Asinger, německý chemik (* 26. června 1907)
- 2005 – Jozef Stank, slovenský politik (* 26. října 1940)
- 2006
  - Gordon Parks, americký fotograf, žurnalista, básník, muzikant, režisér a spisovatel (* 30. listopadu 1912)
  - Ali Farka Touré, malijský kytarista (* 31. října 1939)
- 2013
  - Kenny Ball, britský trumpetista (* 22. května 1930)
  - Peter Banks, britský kytarista (* 15. července 1947)
- 2018 – Reynaldo Bignone, argentinský diktátor (* 21. ledna 1928)
- 2023 – Pat McCormicková, americká skokanka do vody (* 12. května 1930)
- 2024 – Steve Lawrence, americký zpěvák a herec (* 8. července 1935)

## Svátky

### Česko
- Tomáš, Tomáška, Tomislav

### Svět
- Slovensko – Tomáš

Katolický kalendář
- Světový den modliteb žen (je-li pátek)
- Sv. Perpetua a Felicita

## Pranostiky

### Česko
- O svatém Tomáši sníh bředne na kaši.
- Zima, kterou Tomáš nese, dlouho námi ještě třese.

| 7. březen v pražském KlementinuÚdaje jsou platné k 11. 3. 2025. | 7. březen v pražském KlementinuÚdaje jsou platné k 11. 3. 2025. | 7. březen v pražském KlementinuÚdaje jsou platné k 11. 3. 2025. |
| minimum                                                         | denní průměr                                                    | maximum                                                         |
| --------------------------------------------------------------- | --------------------------------------------------------------- | --------------------------------------------------------------- |
| −15,4 °C (1785)                                                 | 3,6 °C (od 1961)                                                | 19,3 °C (1920)                                                  |